# Балин дол
Балин дол (на македонска литературна норма: Балин Дол; на албански: Balin Dolli) е село в Северна Македония, община Гостивар.

## География
Селото е разположено в областта Горен Полог, на един километър източно от град Гостивар, на десния бряг на Вардар в югозападното подножие на Сува гора.

## История
В обобщен списък на джизието на немюсюлманите от вилаета Калканделен от 18 юли 1628 година Балин дол е отбелязано като село с 11 ханета (домакинства).
В началото на XIX век Балин дол е смесено българо-албанско село в Гостиварска нахия на Тетовска кааза на Османската империя. Според статистиката на Васил Кънчов („Македония. Етнография и статистика“) в 1900 година Балин дол има 160 жители българи християни и 200 арнаути мохамедани.
В края на XIX век Балин дол посещава македонският революционер Гьорче Петров, който в книгата си „Материали по изучаванието на Македония“ от 1896 дава подробно описание на селото:
| „ | Балинъ-долъ на 1/2 часъ отъ Чайле и отъ Гостиваръ въ единъ долъ на Суха-гора, не далечъ отъ Вардаръ. Селото е чисто българско. И тука има „градище“! Не знаѭ дали е вѣрно, нъ ако тѣзи „градища“ сѫ остатъци отъ бивши градове, то такива трѣбва да е имало твърде много. Обаче това е невъзможно. По всѣка вѣроятность съ това название сѫ наименували не мѣстата дето е имало градове, а остатъцитѣ на нѣкогашнитѣ сгради. Интересна картина отъ нашия битъ ми се прѣдстави въ Балинъ-долъ! Въ селото отидохме съ единъ попъ. Кога влѣзохме въ края на селото, съгледахме една група от 5-6 дѣца, които весело си играяхѫ. Щомъ ни съгледахѫ, веднага напуснахѫ веселата си игра, начумерихѫ веселитѣ си лица, писнѫхѫ да плачѫтъ и се разпръснѫхѫ насамъ-натамъ. Умирителнитѣ думи на попа, намѣсто да ги успокоѭтъ, още повече ги изплашихѫ. Виждаше се, че появяванието на попа бѣше причината за това смущение. Пренесохъ се въ дѣтинскитѣ си години и отъ собственъ опитъ си обяснихъ това. За да нѣматъ главоболия, майкитѣ постояно заплашватъ дѣцата съ попа и турчина. Страхътъ, че попътъ сѣче ушитѣ на дѣцата, правилъ ни е да треперимъ и да се криемъ въ миши дупки, когато попъ е дохаждалъ дома. Тоя страхъ уголѣмяватъ и самитѣ свещеници, които потвърждаватъ думитѣ на майкитѣ ни, за да им угодѭт. Ето под влиянието на този именно страхъ и дѣцата въ Балинъ-долъ бѣгахѫ и се крияхѫ отъ попа. | “ |

Според патриаршеския митрополит Фирмилиан в 1902 година в селото има 5 сръбски патриаршистки къщи. В 1905 година всички християнски жители на Балин дол са под върховенството на Българската екзархия. Според секретаря на екзархията Димитър Мишев („La Macédoine et sa Population Chrétienne“) в 1905 година в селото има 200 българи екзархисти. Според секретен доклад на българското консулство в Скопие 4 от 30 християнски къщи (от общо 80 къщи) в селото през 1906 година под натиска на сръбската пропаганда в Македония признават Цариградската патриаршия.
Старата джамия в Балин дол е построена в 1910 година.
При избухването на Балканската война в 1912 година двама души от Балин дол са доброволци в Македоно-одринското опълчение. В 1913 година селото попада в Сърбия. Според Афанасий Селишчев в 1929 година Балин дол е село в Чегранска община в Горноположкия срез и има 82 къщи с 546 жители българи и албанци.
Според преброяването от 2002 година селото има 2501 жители.
| Националност | Всичко |
| македонци    | 337    |
| албанци      | 2156   |
| турци        | 0      |
| роми         | 0      |
| власи        | 0      |
| сърби        | 3      |
| бошняци      | 1      |
| други        | 4      |

## Личности
Родени в Балин дол
- Васо Николовски (р. 1955), поет от Северна Македония
- Паисий Змейков, македоно-одрински опълченец, Първа рота на Осма костурска дружина, носител на орден „За храброст“ IV степен[12]
- Серги Павлов Петров (Петрески) - (1884 – 1977), македоно-одрински опълченец, Първа рота на Втора скопска дружина, безследно изченал в Междусъюзническата война на 8 юли 1913 година[13]
- Шазим Мехмети (р. 1958), поет, художник и публицист от Северна Македония